# Telefono cordless

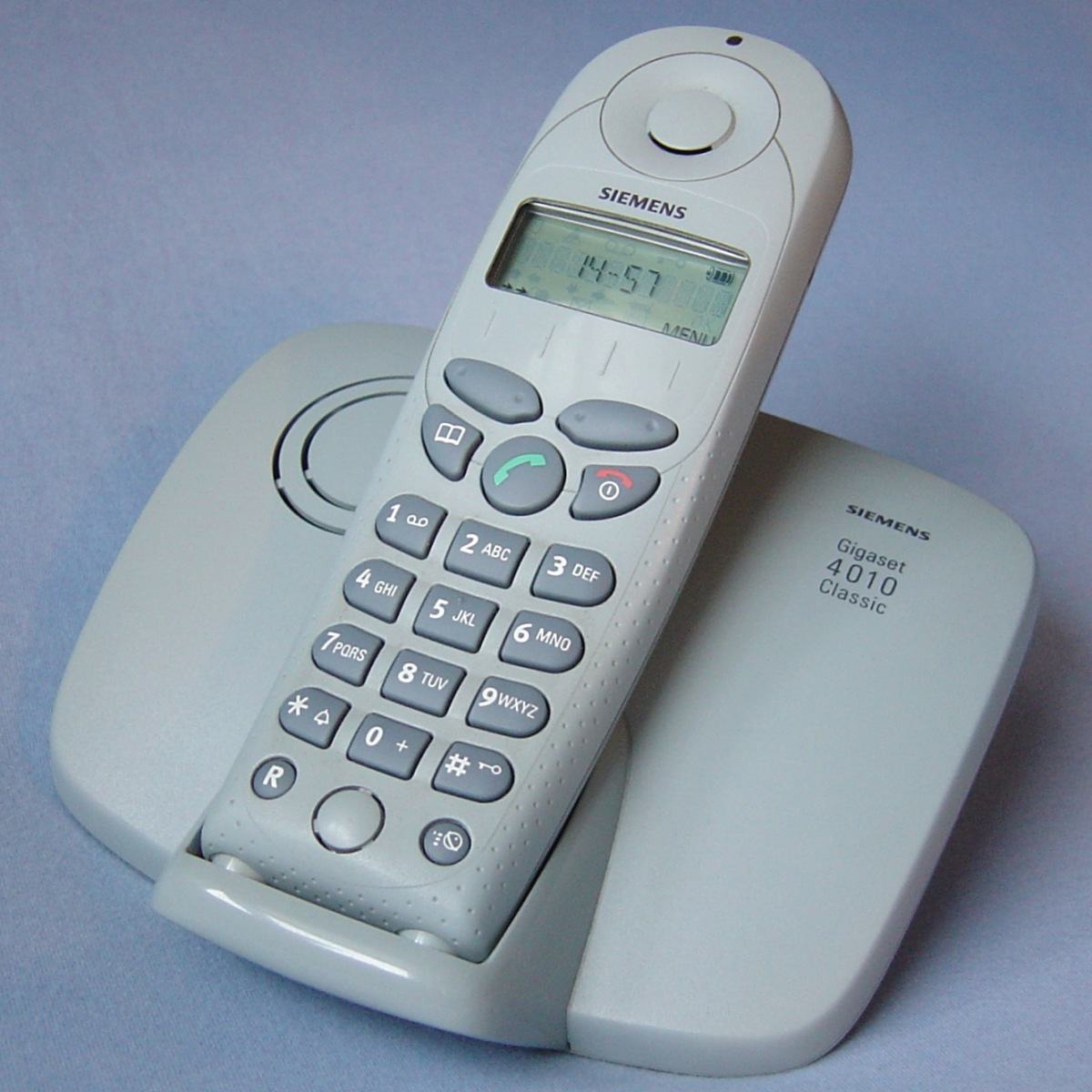
Un telefono cordless agganciato fisicamente alla sua base

Il telefono senza filo o telefono cordless, anche chiamato semplicemente cordless, è un telefono che rimpiazza la connessione fisica via cavo attraverso un collegamento wireless ad onde radio tra microtelefono o terminale mobile e base. Il termine cordless identifica dunque le tecnologie di trasmissione che fanno uso di tali telefoni destinati all'uso domestico.
I telefoni cordless, a differenza dei telefoni cellulari, funzionano comunicando senza fili attraverso una  radiocomunicazione con una piccola stazione radio base locale collocata in casa (detta semplicemente base) che segue il medesimo standard trasmissivo e con un range di copertura limitato all'ambiente domestico o poco più, allacciata a sua volta alla normale linea telefonica (POTS o ISDN) e alla rete telefonica fissa tramite doppino telefonico e presa telefonica ed alla presa elettrica di alimentazione (i cordless non funzionano senza corrente elettrica).

## Storia
Il primo esempio di telefono cordless è stato pensato dal jazzista statunitense Teri Pall ma non poté vendere la sua invenzione perché causava interferenze ai veicoli aerei. Tuttavia il padre del cordless è da molti considerato George Sweigert, un radioamatore, che ha brevettato una versione rudimentale. Negli anni Settanta gli inventori Douglas G. Talley e L Duane Gregory brevettarono un modello di cordless più simile a quelli recenti, con batteria e segnali di controllo. L'interesse delle grandi aziende per i telefoni cordless si manifestò negli anni ottanta.

## Descrizione

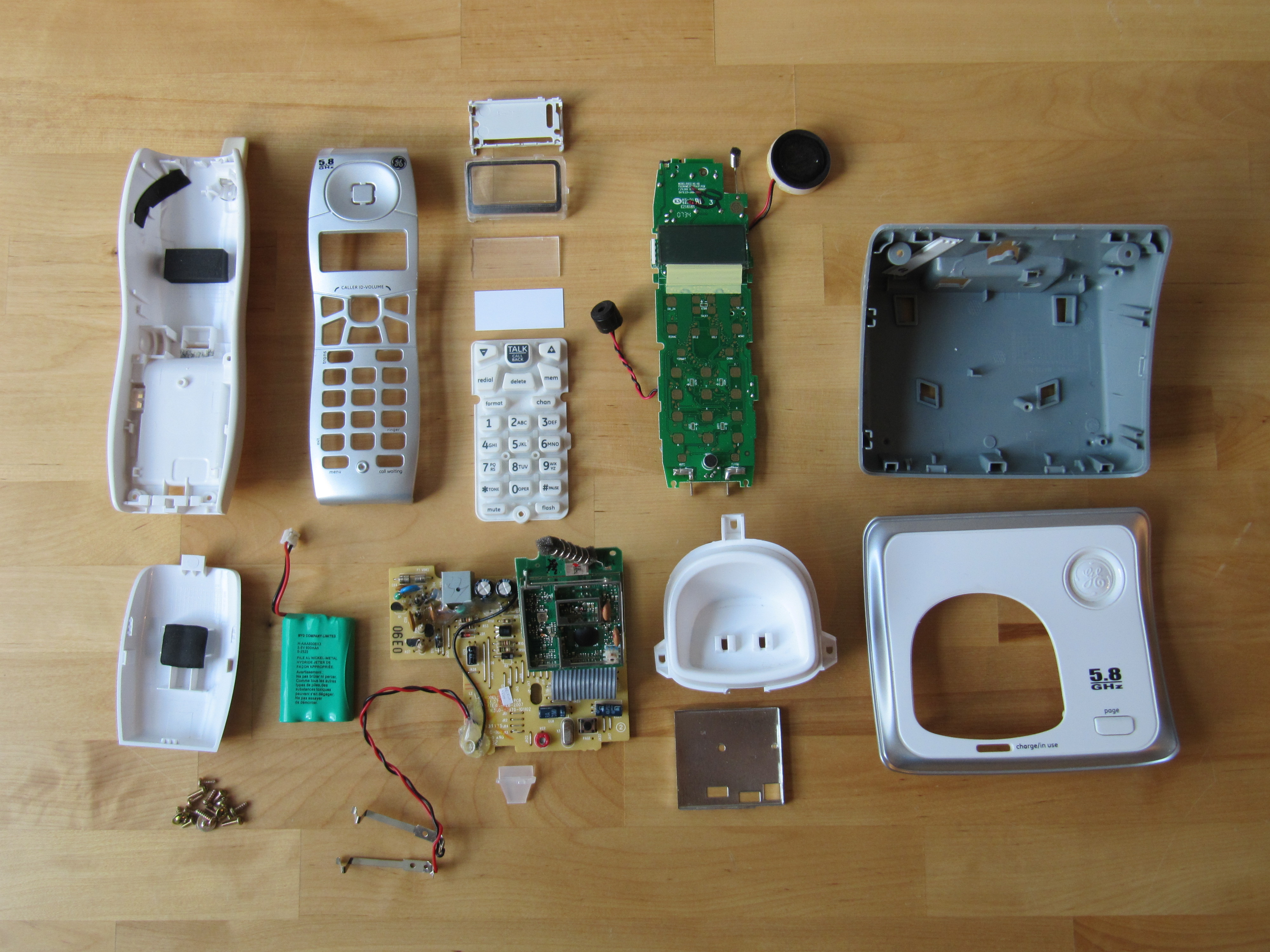
Componenti di un telefono cordless disassemblato.

La comunicazione radio fra stazione base e telefono è normalmente di tipo digitale (attualmente basata sulla tecnologia DECT), mentre la distanza massima è di circa 100 metri all'aperto. All'interno la portata si riduce notevolmente, ma è in genere più che sufficiente a far sì che sia possibile usare i cordless da qualsiasi punto della propria casa.

### Tipologie
Negli anni si sono susseguiti vari tipologie di telefoni cordless. I primi modelli che hanno suscitato un largo interesse sono i modelli AM, che lavorano sulla frequenza di 1.7 MHz, ma sono molto suscettibili alle interferenze. Negli anni novanta i modelli più diffusi utilizzano la modulazione di frequenza (FM) e lavorano sulle frequenze comprese tra i 43 MHz e i 50 MHz. Gli ultimi modelli di telefoni cordless lavorano in digitale, con lo standard DECT che usano frequenze da 1880 MHz a 1900 MHz in Europa.

### Tariffazione
Dal punto di vista del gestore telefonico non c'è differenza fra telefonate effettuate con il cordless e quelle effettuate con il classico telefono fisso ed anche la tariffazione, pertanto, è la medesima.

### Privacy
I telefoni cordless analogici non sono molto sicuri dal punto di vista della privacy: i modelli AM possono essere ricevuti con una semplice radio AM, mentre i modelli FM possono essere ricevuti con i radio-scanner anche se alcuni modelli utilizzano l'inversione della voce o lo scrambling per aumentare la sicurezza. I telefoni cordless digitali sono molto più difficili da ascoltare, ed offrono la stessa sicurezza di un cellulare GSM.